# (290) Bruna
(290) Bruna – planetoida z grupy pasa głównego asteroid okrążająca Słońce w ciągu 3 lat i 210 dni w średniej odległości 2,34 j.a. Została odkryta 20 marca 1890 roku w Obserwatorium Uniwersyteckim w Wiedniu przez Johanna Palisę. Nazwa planetoidy pochodzi od łacińskiej nazwy miasta Brno położonego obecnie w Czechach.